# Ben Barzman
Pour les articles homonymes, voir Barzman.
Ben Barzman est un scénariste canadien né le 12 octobre 1910 à Toronto (Canada), décédé le 15 décembre 1989 à Santa Monica (États-Unis). 

## Biographie
Suspecté de sympathies communistes, il fuit Hollywood et le maccarthysme pour se réfugier en Europe dès 1949, en compagnie de son épouse, Norma Barzman également écrivain et scénariste. Il s'installe d'abord à Londres. Sa nationalité américaine lui est retirée en 1954 puis rendue neuf ans plus tard.
Établi à Cannes, Ben va travailler sous pseudonyme sur de nombreux films, dont certains ne lui ont été crédités sous son vrai nom que récemment. Ben et Norma auront sept enfants dont le réalisateur Paolo Barzman, le scénariste Aaron Barzman, l'artiste plasticienne Luli Barzman et le professeur d'université français John Barzman.

## Filmographie
- 1943 : Pris sur le vif (True to Life) de George Marshall
- 1943 : You're a Lucky Fellow, Mr. Smith
- 1945 : Retour aux Philippines (Back to Bataan)
- 1946 : Le Médaillon (The Locket)
- 1946 : Ne dites jamais adieu (Never Say Goodbye), de James V. Kern
- 1948 : Le Garçon aux cheveux verts (The Boy with Green Hair) de Joseph Losey
- 1949 : Donnez-nous aujourd'hui (Give Us This Day) d'Edward Dmytryk
- 1952 : Un homme à détruire (Imbarco a mezzanotte) de Joseph Losey
- 1952 : The Faithful City
- 1952 : Un garçon entreprenant (Young Man with Ideas) de Mitchell Leisen
- 1955 : Oasis
- 1957 : Temps sans pitié (Time Without Pity)
- 1957 : Celui qui doit mourir
- 1959 : L'Enquête de l'inspecteur Morgan (Blind Date) 1961 : Le Cid (coscénariste avec Frederik M. Frank et Philip Jordan)   1963 : Les 55 Jours de Pékin (55 Days at Peking)
- 1963 : The Ceremony
- 1964 : La Chute de l'Empire romain (The Fall of the Roman Empire)
- 1964 : La Rancune (The Visit)
- 1965 : Les Héros de Télémark (The Heroes of Telemark)
- 1966 : Le Crépuscule des aigles (The Blue Max)
- 1972 : L'Attentat (coscénariste avec Jean-Pierre Bastid)
- 1972 : Aimez-vous les uns les autres... mais pas trop de Daniel Moosmann (coscénariste)
- 1975 : Sie sind frei, Doktor Korczak
- 1975 : La Tête de Normande St-Onge de Gilles Carle